# OTI 1973
La II edición del Gran Premio de la Canción Iberoamericana o el Festival de la OTI fue celebrada en el Palacio de las Artes (o Palácio das Artes, en portugués) de Belo Horizonte, el 10 de noviembre de 1973, organizado por la hoy extinta Rede Tupi a través de TV Itacolomi, su emisora asociada en dicha ciudad.

## Desarrollo
En él se destacan las participaciones de la cantautora mexicana Imelda Miller, que en la primera participación oficial de su país en el certamen tras ser descalificado en 1972, con el tema  Qué alegre va María, creación del compositor Sergio Esquivel. Este tema fue registrado originalmente a nombre de Celia C. Bonfil, inspiradora de la canción y esposa de Sergio Esquivel, quien se la obsequió. También se destacó la participación del cantautor español Camilo Sesto, quien empezaba su carrera artística, con el tema Algo más, un éxito de ventas en el continente. Hay que mencionar la segunda participación consecutiva del cantante boliviano Arturo Quezada, representando a la televisión de su país, con aún peor suerte que el del año anterior.
Tras un empate en el primer lugar registrado entre las canciones de México y Perú, los 12 países restantes procedieron a una votación para deshacer el empate, obteniendo el primer lugar con 7 votos el tema mexicano, Qué alegre va María interpretado por Imelda Miller, contra los 5 de Perú. El tercer lugar lo obtuvo el cantante Niní Caffaro, representante de la República Dominicana.
Cabe mencionar, como hecho curioso, que en la transmisión hacia Venezuela de este festival, en determinado momento, la señal de audio se perdió debido a fallas de transmisión del satélite. Mientras se trabajaba en la resolución del percance en la estación satelital receptora, propiedad de la empresa de telecomunicaciones CANTV y ubicada en la población venezolana de Camatagua, pues se colocó una música ambiental para suplir la falta del audio original. Este percance técnico se impidió al público venezolano escuchar la interpretación realizada por su representante del certamen, Mayra Martí, además de las participaciones restantes, y por lo que el jurado venezolano no pudo emitir su votación por teléfono, como se acostumbraba entonces.

## Participantes
| País                 | Título de la canción        | Título de la canción        |
| País                 | Artista                     | Idioma                      |
| -------------------- | --------------------------- | --------------------------- |
| Argentina            | «Dije que te quiero»        | «Dije que te quiero»        |
| Argentina            | Juan Eduardo                | Español                     |
| Bolivia              | «No se vivir sin ti»        | «No se vivir sin ti»        |
| Bolivia              | Arturo Quezada              | Español                     |
| Brasil               | «Baianeiro»                 | «Baianeiro»                 |
| Brasil               | Nadinho da Ilha             | Portugués                   |
| Chile                | «Cuando tú vuelvas»         | «Cuando tú vuelvas»         |
| Chile                | Antonio Zabaleta            | Español                     |
| Colombia             | «Una orquídea, un amor»     | «Una orquídea, un amor»     |
| Colombia             | Claudia Osuna               | Español                     |
| España               | «Algo más»                  | «Algo más»                  |
| España               | Camilo Sesto                | Español                     |
| México               | «Qué alegre va María»       | «Qué alegre va María»       |
| México               | Imelda Miller               | Español                     |
| Panamá               | «Soy feliz»                 | «Soy feliz»                 |
| Panamá               | Orlando Morales             | Español                     |
| Perú                 | «El mundo gira por tu amor» | «El mundo gira por tu amor» |
| Perú                 | Gabriela de Jesús           | Español                     |
| Portugal             | «Poema de mim»              | «Poema de mim»              |
| Portugal             | Paco Bandeira               | Portugués                   |
| Puerto Rico          | «Yo quiero una orquesta»    | «Yo quiero una orquesta»    |
| Puerto Rico          | Óscar Solo                  | Español                     |
| República Dominicana | «El juicio final»           | «El juicio final»           |
| República Dominicana | Niní Caffaro                | Español                     |
| Uruguay              | «El universo es un corazón» | «El universo es un corazón» |
| Uruguay              | Aldo                        | Español                     |
| Venezuela            | «Poema para el olvido»      | «Poema para el olvido»      |
| Venezuela            | Mayra Martí                 | Español                     |

## Resultados
| #  | País                 | Artista(s)        | Canción                   | Idioma     | Lugar | Puntos |
| -- | -------------------- | ----------------- | ------------------------- | ---------- | ----- | ------ |
| 1  | Panamá               | Orlando Morales   | Soy feliz                 | Castellano | 12    | 2      |
| 2  | Uruguay              | Aldo              | El universo es un corazón | Castellano | 8     | 4      |
| 3  | España               | Camilo Sesto      | Algo más                  | Castellano | 5     | 6      |
| 4  | Argentina            | Juan Eduardo      | Dije que te quiero        | Castellano | 9     | 3      |
| 5  | Bolivia              | Arturo Quezada    | No sé vivir sin ti        | Castellano | 14    | 1      |
| 6  | Colombia             | Claudia Osuna     | Una orquídea, un amor     | Castellano | 9     | 3      |
| 7  | Perú                 | Gabriela de Jesús | El mundo gira por tu amor | Castellano | 1     | 10     |
| 8  | Venezuela            | Mayra Martí       | Poema para el olvido      | Castellano | 9     | 3      |
| 9  | Brasil               | Nadinho da Ilha   | Baianeiro                 | Portugués  | 4     | 7      |
| 10 | Puerto Rico          | Óscar Solo        | Yo quiero una orquesta    | Castellano | 6     | 5      |
| 11 | Chile                | Antonio Zabaleta  | Cuando tú vuelvas         | Castellano | 6     | 5      |
| 12 | República Dominicana | Niní Caffaro      | El juicio final           | Castellano | 3     | 9      |
| 13 | México               | Imelda Miller     | Qué alegre va María       | Castellano | 1     | 10     |
| 14 | Portugal             | Paco Bandeira     | Poema de mim              | Portugués  | 12    | 2      |

### Desempate
| #  | País   | Artista(s)        | Canción                   | Idioma     | Lugar | Puntos |
| -- | ------ | ----------------- | ------------------------- | ---------- | ----- | ------ |
| 7  | Perú   | Gabriela de Jesús | El mundo gira por tu amor | Castellano | 2     | 5      |
| 13 | México | Imelda Miller     | Qué alegre va María       | Castellano | 1     | 7      |

## Votación por país
| Bandera de Panamá                              | Bandera de Uruguay | Bandera de España | Bandera de Argentina | Bandera de Bolivia | Bandera de Colombia | Bandera de Perú | Bandera de Venezuela | Bandera de Brasil | Bandera de Puerto Rico | Bandera de Chile | Bandera de la República Dominicana | Bandera de México | Bandera de Portugal | Desempate | Total |   |    |
| Participantes                                  | Panamá             |                   |                      |                    |                     |                 |                      | 1                 |                        |                  |                                    |                   |                     | 1         |       |   | 2  |
| Participantes                                  | Uruguay            |                   |                      |                    |                     |                 |                      | 2                 |                        |                  |                                    | 1                 |                     | 1         |       |   | 4  |
| Participantes                                  | España             | 1                 |                      |                    | 2                   |                 |                      |                   |                        | 1                | 1                                  | 1                 |                     |           |       |   | 6  |
| Participantes                                  | Argentina          | 1                 |                      |                    |                     |                 | 1                    | 1                 |                        |                  |                                    |                   |                     |           |       |   | 3  |
| Participantes                                  | Bolivia            |                   |                      |                    |                     |                 |                      |                   |                        |                  |                                    |                   | 1                   |           |       |   | 1  |
| Participantes                                  | Colombia           |                   |                      |                    |                     | 3               |                      |                   |                        |                  |                                    |                   |                     |           |       |   | 3  |
| Participantes                                  | Perú               |                   | 2                    | 2                  |                     |                 |                      |                   |                        | 1                |                                    | 1                 |                     | 1         | 3     | 5 | 15 |
| Participantes                                  | Venezuela          |                   |                      | 2                  |                     |                 |                      |                   |                        |                  |                                    |                   | 1                   |           |       |   | 3  |
| Participantes                                  | Brasil             | 1                 |                      |                    |                     |                 |                      | 1                 |                        |                  | 1                                  | 2                 |                     |           | 2     |   | 7  |
| Participantes                                  | Puerto Rico        | 1                 | 1                    |                    |                     | 1               |                      |                   |                        |                  |                                    |                   | 2                   |           |       |   | 5  |
| Participantes                                  | Chile              |                   | 1                    |                    |                     |                 | 4                    |                   |                        |                  |                                    |                   |                     |           |       |   | 5  |
| Participantes                                  | Rep. Dominicana    | 1                 |                      |                    |                     | 1               |                      |                   | 4                      |                  | 2                                  |                   |                     | 1         |       |   | 9  |
| Participantes                                  | México             |                   | 1                    | 1                  | 3                   |                 |                      |                   | 1                      | 2                | 1                                  |                   | 1                   |           |       | 7 | 17 |
| Participantes                                  | Portugal           |                   |                      |                    |                     |                 |                      |                   |                        | 1                |                                    |                   |                     | 1         |       |   | 2  |
| La tabla está ordenada por orden de aparición. |                    |                   |                      |                    |                     |                 |                      |                   |                        |                  |                                    |                   |                     |           |       |   |    |